# Phytobia peruensis
Phytobia peruensis är en tvåvingeart som beskrevs av Spencer 1977. Phytobia peruensis ingår i släktet Phytobia och familjen minerarflugor.
Artens utbredningsområde är Peru. Inga underarter finns listade i Catalogue of Life.